# Ash Grove (Misuri)
Ash Grove es una ciudad ubicada en el condado de Greene en el estado estadounidense de Misuri. En el Censo de 2010 tenía una población de 1472 habitantes y una densidad poblacional de 467,77 personas por km².

## Geografía
Ash Grove se encuentra ubicada en las coordenadas 37°19′4″N 93°34′52″O / 37.31778, -93.58111. Según la Oficina del Censo de los Estados Unidos, Ash Grove tiene una superficie total de 3.15 km², de la cual 3.15 km² corresponden a tierra firme y (0%) 0 km² es agua.

## Demografía
Según el censo de 2010, había 1472 personas residiendo en Ash Grove. La densidad de población era de 467,77 hab./km². De los 1472 habitantes, Ash Grove estaba compuesto por el 97.42% blancos, el 0.07% eran afroamericanos, el 0.61% eran amerindios, el 0.07% eran asiáticos, el 0% eran isleños del Pacífico, el 0.2% eran de otras razas y el 1.63% pertenecían a dos o más razas. Del total de la población el 1.83% eran hispanos o latinos de cualquier raza.